# Lósevo (Krasnodar)
Lósevo (del ruso: Ло́сево) es un jútor del raión de Kavkázskaya del krai de Krasnodar, en el sur de Rusia. Está situado a orillas del río Chelbas, 12 km al norte de Kropotkin y 135 km al nordeste de Krasnodar, la capital del krai. Tenía 1 908 habitantes en 2010.
Es cabeza del municipio Lósevskoye, al que pertenecen asimismo Kazachi, Rogachov, Stepnói y Desiátijatka.